# سيمون بلاكويل
سيمون بلاكويل (بالإنجليزية: Simon Blackwell)‏ هو كاتب سيناريو بريطاني، ولد في 27 مايو 1966 في باترسي في المملكة المتحدة.

## وصلات خارجية
- سيمون بلاكويل على موقع IMDb (الإنجليزية)
- سيمون بلاكويل على موقع ألو سيني (الفرنسية)
- سيمون بلاكويل على موقع أول موفي (الإنجليزية)
- سيمون بلاكويل على موقع قاعدة بيانات الأفلام السويدية (السويدية)
- سيمون بلاكويل على موقع قاعدة بيانات الفيلم (الإنجليزية)
- سيمون بلاكويل على موقع كينوبويسك (الروسية)